# Thabazimbi
Thabazimbi es un municipio local sudafricano situado en el distrito de Waterberg, en la provincia de Limpopo.

## Superficie
Thabazimbi tiene una superficie de 11 190 km².

## Demografía
En 2022, tenía 65 047 habitantes, una densidad poblacional de 5,81 hab./km², y 26 832 viviendas.